# Curtiss Aeroplane and Motor Company

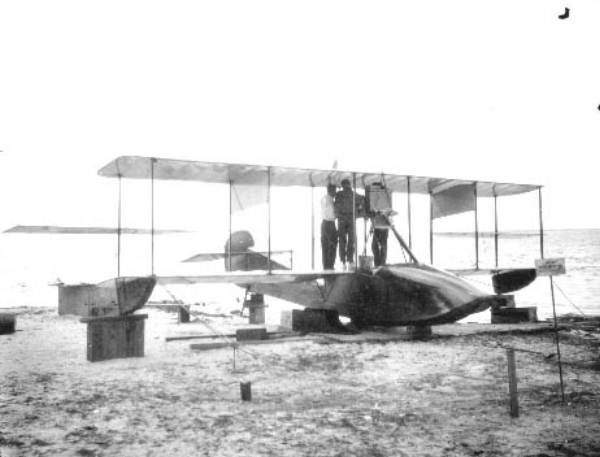
Curtiss Model F

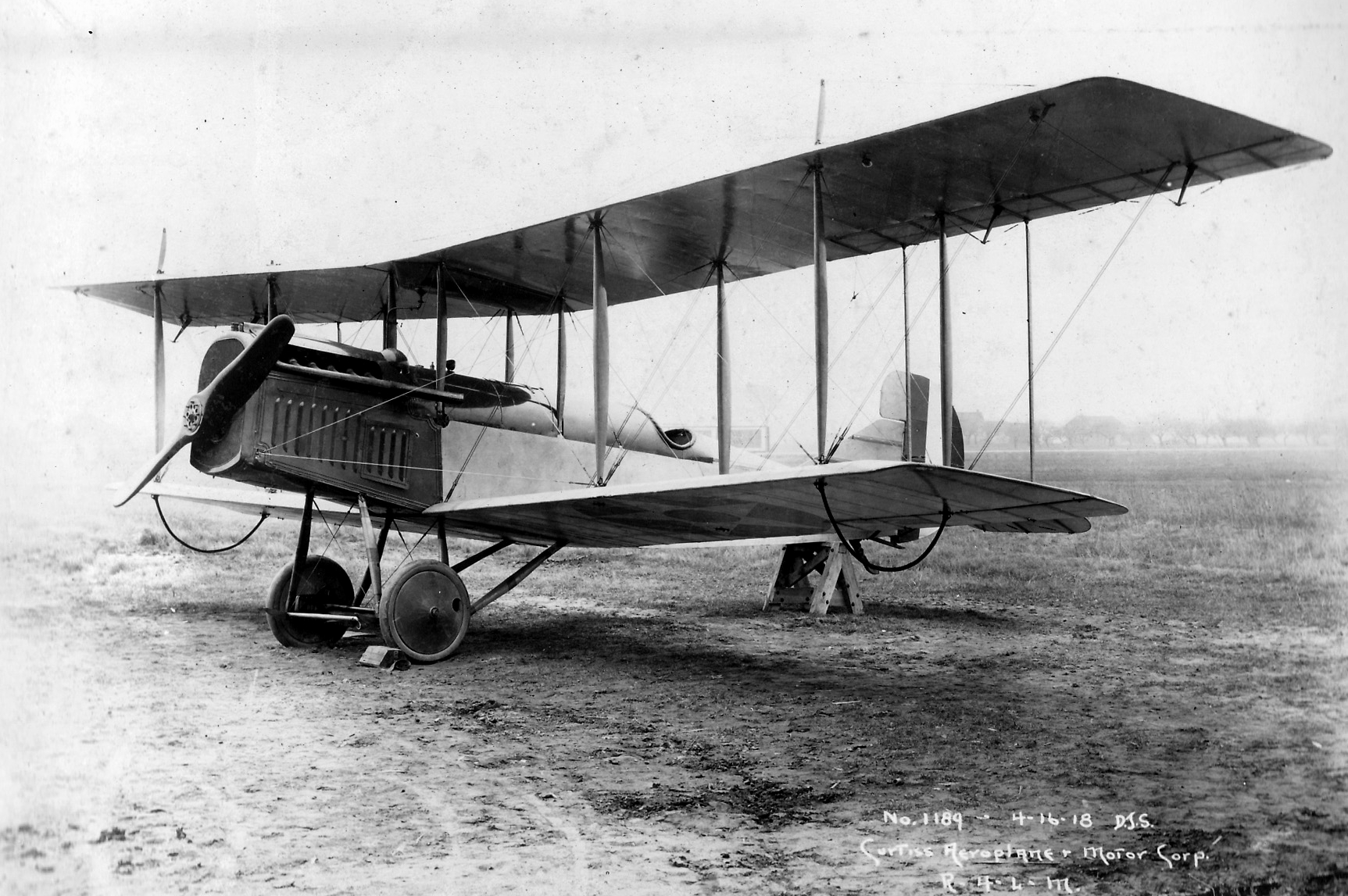
Curtiss Model R

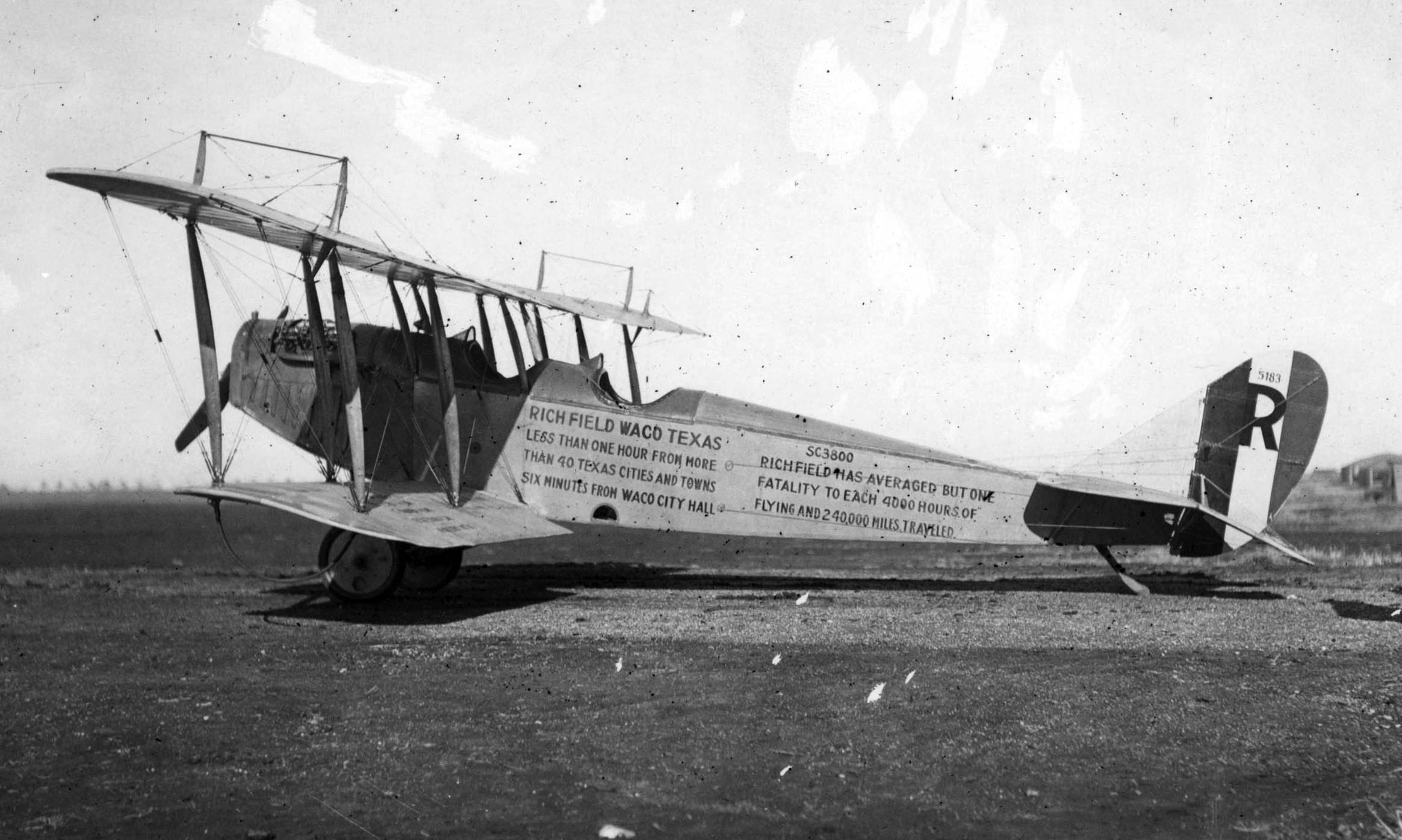
Curtiss JN-4

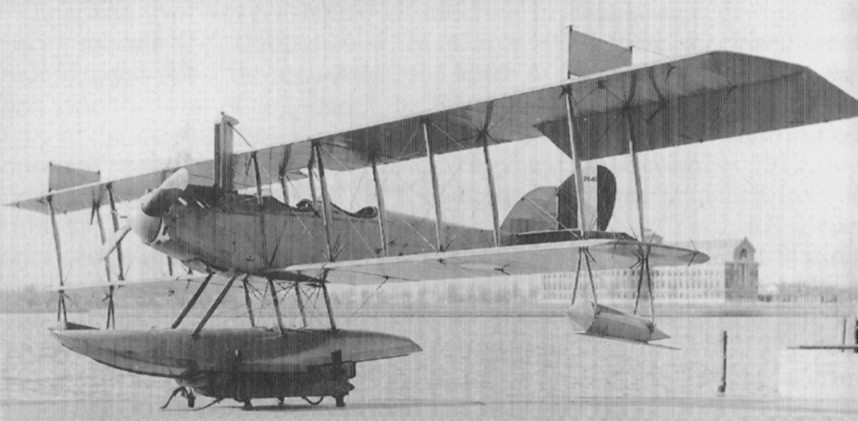
Curtiss Model N

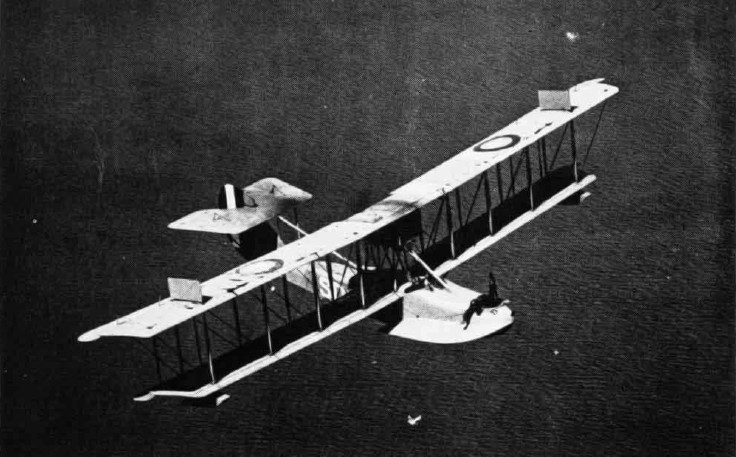
Curtiss HS

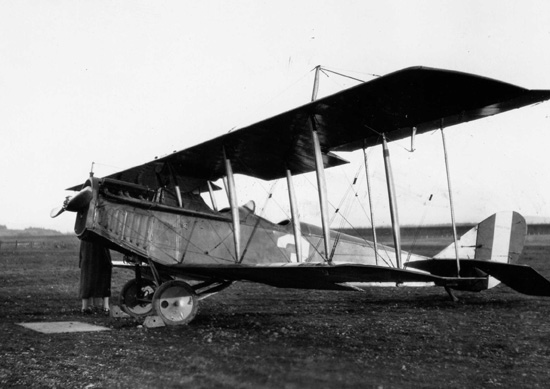
Curtiss JN-6H

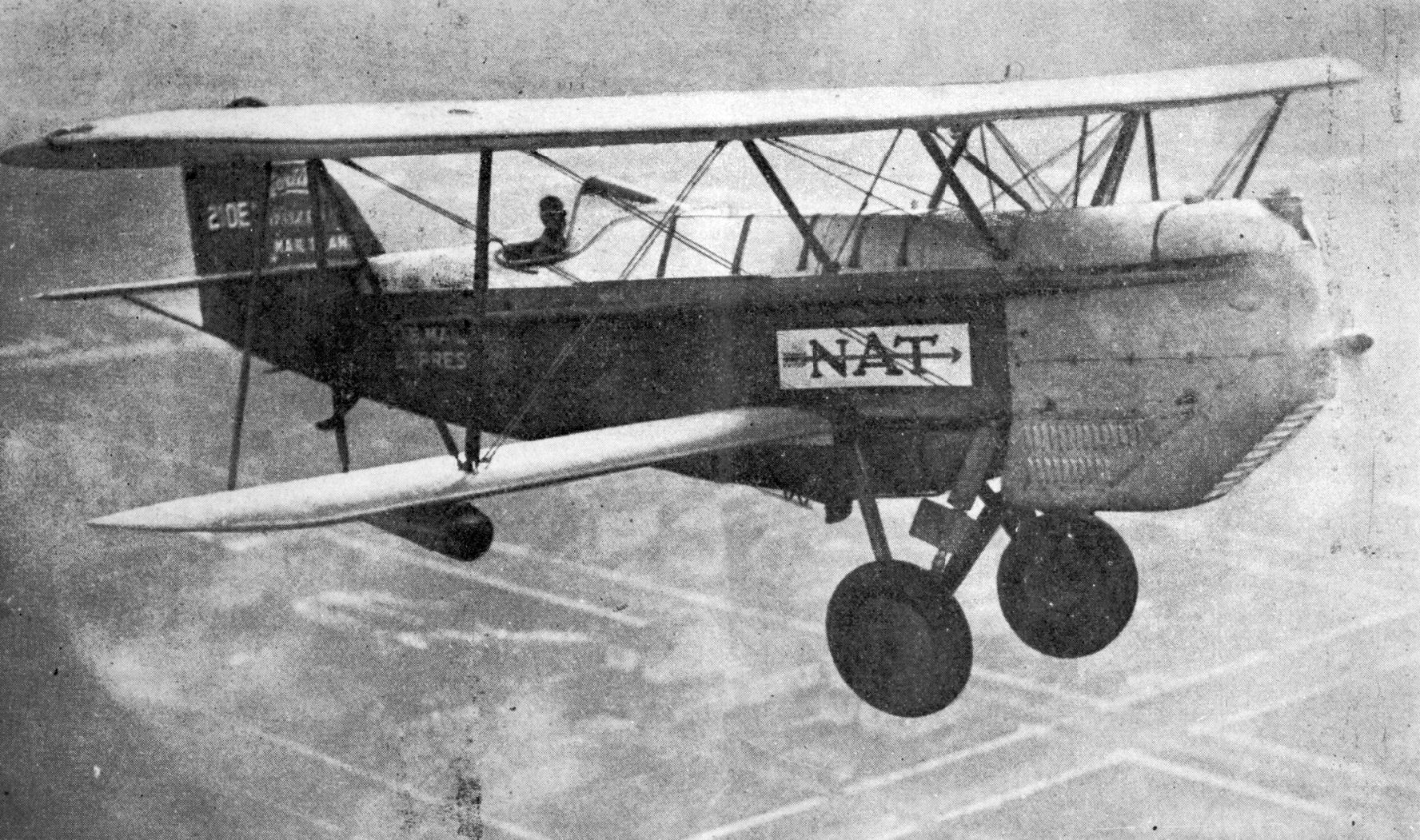
Curtiss Falcon

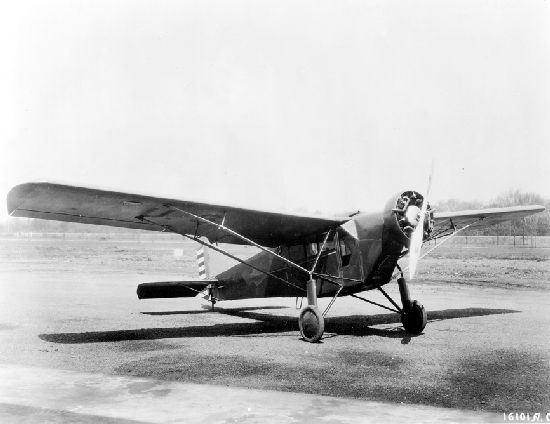
Curtiss Robin

«Кертісс Ейроплейн енд Мотор Кампані» (англ. Curtiss Aeroplane and Motor Company) — американська компанія, виробник літальних апаратів. Компанія заснована у 1916 році Гленном Кертіссом. 1929 році злилася з компанією «Райт» та утворила Curtiss-Wright.

## Продукція компанії «Кертісс Ейроплейн енд Мотор Кампані»

### Літаки
| Літак                  | Перший політ | К-сть побудовано | Тип літака                                                       |
| ---------------------- | ------------ | ---------------- | ---------------------------------------------------------------- |
| Curtiss No. 1          | 1909         | 1                | Одномоторний експериментальний літак                             |
| Curtiss No. 2          | 1909         | 1                | Одномоторний експериментальний літак                             |
| Pfitzner Flyer         | 1910         | 1                | експериментальний літак                                          |
| Curtiss Model D        | 1911         | 1                | експериментальний літак                                          |
| Curtiss Model E        | 1911         | 1                | експериментальний літак                                          |
| Curtiss Model F        | 1912         | > 150            | літаючий човен                                                   |
| Curtiss Model J        | 1914         | 2                |                                                                  |
| Curtiss Model K        | 1915         | > 51             | літаючий човен                                                   |
| Curtiss Model R        | 1915         | ~ 290            | багатоцільовий літак                                             |
| Curtiss C-1 Canada     | 1915         | 12               | бомбардувальник                                                  |
| Curtiss JN-4           | 1915         | 6 813            | навчально-тренувальний літак                                     |
| Curtiss Model L        | 1916         | 4+               | навчально-тренувальний літак                                     |
| Curtiss Model N        | 1916         | 560              | поплавковий гідролітак                                           |
| Curtiss Model T        | 1916         | 1                | чотиримоторний триплан бомбардувальник-патрульний літаючий човен |
| Curtiss HS             | 1917         | ~1 178           | патрульний літаючий човен                                        |
| Curtiss GS             | 1918         | 6                | розвідувальний поплавковий гідролітак                            |
| Curtiss HA             | 1918         | 6                | гідролітак                                                       |
| Curtiss JN-6H          | 1918         | 1 035            | навчально-тренувальний літак                                     |
| Curtiss NC             | 1918         | 10               | чотиримоторний патрульний літак далекої дії                      |
| Curtiss 18             | 1918         | 8                | триплан                                                          |
| Curtiss Eagle          | 1919         | ~24              | лайнер                                                           |
| Curtiss Oriole         | 1919         |                  | біплан багатоцільового призначення                               |
| Curtiss Cox Racer      | 1920         | 2                | літак повітряних перегонів                                       |
| Curtiss CR             | 1921         | 4                | літак повітряних перегонів                                       |
| Curtiss CT             | 1921         | 1                | торпедоносець                                                    |
| Orenco D               | 1921         | 50               | винищувач                                                        |
| Curtiss P-1 Hawk       | 1923         | 107              | винищувач                                                        |
| Curtiss CS             | 1923         | 83               | торпедоносець                                                    |
| Curtiss R2C            | 1923         | 3                | літак повітряних перегонів                                       |
| Curtiss R3C            | 1923         | 3                | літак повітряних перегонів                                       |
| Curtiss Carrier Pigeon | 1925         | 12               | поштовий літак                                                   |
| Curtiss F6C Hawk       | 1925         | 75               | палубний винищувач                                               |
| Curtiss F7C Seahawk    | 1927         | 17               | палубний винищувач                                               |
| Curtiss Falcon         | 1925         | 488              | літак спостереження                                              |
| Curtiss Fledgling      | 1927         | ~160             | навчально-тренувальний літак                                     |
| Curtiss Robin          | 1928         | 769              | військово-транспортний літак                                     |
| Curtiss Tanager        | 1929         | 1                | експериментальний літак                                          |
| Curtiss Thrush         | 1929         | 13               | пасажирський багатоцільовий літак                                |
| Curtiss Kingbird       | 1929         | 19               | лайнер                                                           |
| Curtiss P-6 Hawk       | 1927         | 70               | винищувач                                                        |
| Curtiss XP-10          | 1928         | 1                | прототип біплана-винищувача                                      |
| Curtiss XP-18          | 1928         | 0                | прототип біплана-винищувача                                      |
| Curtiss XP-19          | 1928         | 0                | прототип моноплана-винищувача                                    |
| Curtiss YP-20          | 1929         | 1                | біплан-винищувач                                                 |
| Curtiss XP-22 Hawk     | 1929         | 1                | експериментальний біплан-винищувач                               |
| Curtiss PN-1           | 1921         | 1                | нічний винищувач                                                 |
| Curtiss B-2 Condor     | 1929         | 13               | важкий бомбардувальник                                           |
| Curtiss Model 41 Lark  | 1925         | 3                | біплан                                                           |
| Curtiss Model S        | 1917         | ~8               | триплан                                                          |
| Curtiss Autoplane      | 1917         | 1                | літак-автомобіль                                                 |
| Curtiss Twin JN        | 1916         | 8                | експериментальний літак спостереження                            |
| Curtiss F5L            | 1918         | 227              | літаючий човен                                                   |
| Curtiss TS             | 1929         | 46               | винищувач морської авіації                                       |

### Вертольоти
| Вертоліт                           | Перший політ | К-сть побудовано | Тип літака                 |
| ---------------------------------- | ------------ | ---------------- | -------------------------- |
| Curtiss-Bleecker SX-5-1 Helicopter | 1926         | 1                | експериментальний вертоліт |

Позначення

### Авіаційні двигуни
- Curtiss A-2
- Curtiss OX-5
- Curtiss OXX
- Curtiss C-6
- Curtiss D-12
- Curtiss K-12
- Curtiss V-2
- Curtiss V-1570
- Curtiss H-1640
- Curtiss R-600 Challenger